# Filozofia științei
Filozofia științei este ramura filozofiei care studiază fundamentele filozofice, ipotezele și implicațiile științei, incluzând științele exacte (matematica și științele naturii, precum fizica, chimia, biologia), și științele sociale, precum psihologia, sociologia, științele politice, și economia. În acest sens, filozofia științei este strâns legată de epistemologie și ontologie. Urmărește să explice probleme precum: natura ipotezelor și conceptelor științifice; modul în care acestea sunt produse; procesul prin care știința explică, prognozează, și, prin tehnologie, valorifică forțele și resursele naturii; mijloacele de determinare a validității afirmațiilor; formularea și utilizarea metodei științifice; tipurile de raționament prin intermediul cărora se ajunge la concluzii; implicațiile metodei științifice și a modelelor pentru societate în general și pentru științe însele.

## Întrebări de bază
1. Care sunt caracteristicile cunoașterii științifice? (de ex. explicația, prognoza rezultatelor experimentale)
2. Prin ce se caracterizează producerea de noi cunoștințe științifice? (metodologie)
3. Există progres științific?
4. Ce statut au teoriile științifice și entitățile postulate de ele la nivelul teoriei cunoașterii? Este știința o formă de găsire a adevărului sau trebuie concepută mai pragmatic?

## Natura afirmațiilor și conceptelor științifice
Știința trage concluzii privitor la modul în care este realitatea și la modul în care teoria științifică este legată de realitate. Știința se bazează pe experiment, deducție logică și gândire rațională cu scopul de a examina realitatea și indivizii din care este constituită societatea. Făcând observații privitoare la natura indivizilor și a mediului care îi înconjoară, știința urmărește să explice conceptele care apar în viața de zi cu zi.

## Teorii ale științei

### Teorii realiste

#### Realismul științific
Reprezentanți: Hilary Putnam, Richard Boyd, Ernan McMullin, Stathis Psillos
Teze:
1. Conceptele unei teorii științifice se referă la entități reale, adică la obiecte care există în realitate.
2. Istoria științei trebuie înțeleasă ca o apropiere continuă către adevăr.

Realismul științific, numit și empirism naiv, este perspectiva filozofică conform căreia natura universului corespunde postulatelor științifice. Realiștii consideră că lucruri precum electronii și câmpurile magnetice există. Este naiv în sensul că majoritatea savanților iau aceste postulate drept adevăruri care nu au nevoie să fie falsificate (verificate).

#### Realismul structural
Reprezentant: John Worrall
Conform realismului structural, știință nu poate cunoaște conținutul realității. Mai degrabă, ea descrie structura realității. Dovada pe care Worrall o aduce în lucrarea sa "Structural Realism" se bazează pe continuitatea ecuațiilor matematice, obținută de Worrall prin teoretizări despre eterul purtător de lumină, până la ecuațiile lui Maxwell, care descriu proprietățile câmpurilor electromagnetice. Eterul a fost respins, dar ecuațiile sunt valabile și astăzi. Vezi și Structuralism (filozofia științei).

#### Realismul entităților
Reprezentanți: Ian Hacking, Nancy Cartwright
Realismul entităților respinge entitățile postulate de teorie, acceptând doar cele care joacă un rol în cadrul experimentelor. O entitate este reală dacă prin manipularea acesteia pot fi create noi fenomene.

### Teorii pozitiviste
Pozitivismul este o filozofie, care obligă cunoașterea să interpreteze "descoperirile pozitive" (în sensul științelor naturii). O cercetare poate să aducă o descoperire pozitivă, dacă definește în prealabil (înainte de rezultatul obținut în urma experimentului) condițiile în care are loc cercetarea, prin urmare și cele necesare unei dovezi reușite.

#### Empiriocriticismul
Vezi: Empiriocriticism

#### Neopozitivismul
Vezi: Neopozitivism (Rudolf Carnap, Cercul vienez)

#### Falsificaționismul

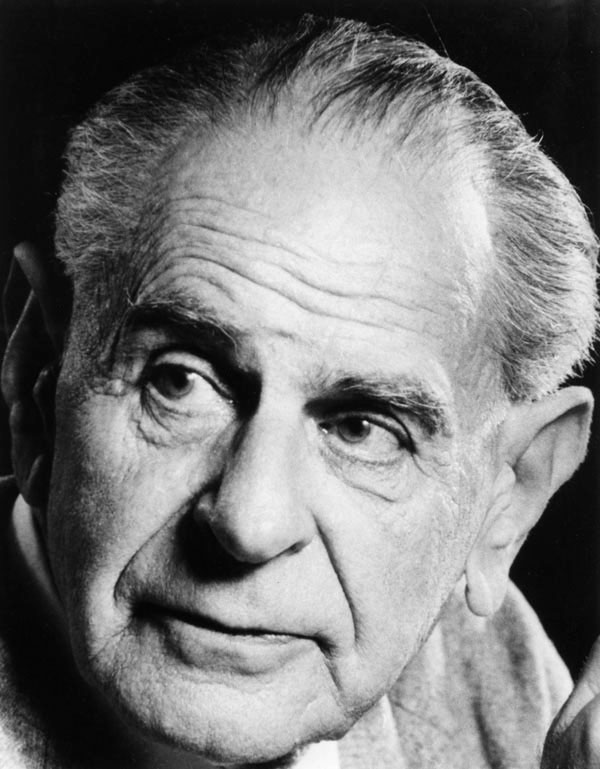
Karl Popper
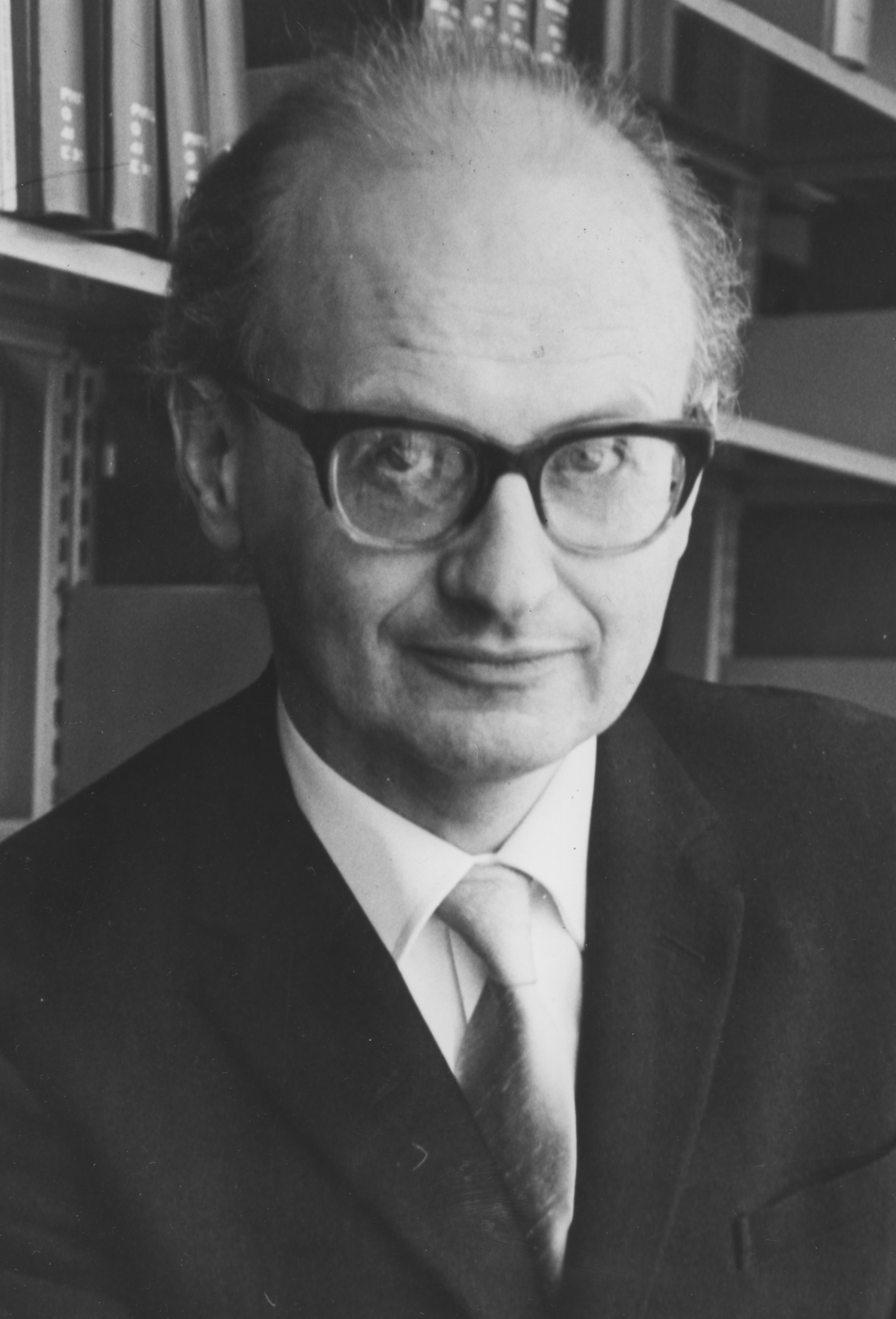
Imre Lakatos

Articol principal: Falsificaționism
Probabil poziția cea mai populară în rândul savanților este cea a raționalismului critic. Ca mod de a distinge știința de pseudoștiință (de ex. astronomie de astrologie), falsificaționismul a fost discutat formal pentru prima dată de Karl Popper în 1919-1920 și reformulat de către el în 1960. A fost dezvoltat ulterior de Imre Lakatos.
Principiul afirmă că, pentru a fi util (sau chiar numai științific), un postulat științific (fapt, teorie, lege, principiu), trebuie să fie falsificabil, adică să poată fi verificat și infirmat. Deci ceea ce contează nu este confirmarea (cum ar crede realistul naiv, ci infirmarea, adică falsificarea ipotezelor prin intermediul experimentelor respectiv a observațiilor. Ipotezele și teoriile sunt doar atât timp considerate adevărate, până când sunt infirmate.
Popper a descris falsificabilitatea cu ajutorul observațiilor următoare, parafrazate dintr-un eseu din 1963 numit "Speculație și infirmare":
1. Este ușor să confirmăm sau să verificăm aproape orice teorie - dacă căutăm confirmări.
2. Confirmările sunt importante doar dacă sunt rezultatul unor prognoze riscante; adică, dacă suntem nelămuriți de teorie, ar fi trebuit să ne așteptăm la un eveniment care era incompatibil cu teoria - un eveniment care ar fi infirmat teoria.
3. Teoriile științifice "bune" includ interdicții care nu îngăduie anumite lucruri să se întâmple.
4. O teorie care nu este infirmabilă de nici un eveniment științific posibil, nu este științifică. Infirmabilitatea este o virtute a unei teorii.
5. Orice test veridic al unei teorii este o încercare de a o falsifica sau infirma. Teoriile care își asumă riscuri mai ridicate sunt mai testabile, mai expuse la infirmare.
6. A confirma o dovadă este relevant numai în cazul în care este rezultatul unui test veridic al teoriei; aici, "veridic" înseamnă că decurge dintr-o încercare serioasă, dar eșuată, de a falsifica teoria
7. Unele teorii testabile în mod veridic, atunci când se dovedesc a fi false, sunt în continuare susținute de către apologeții lor - de exemplu introducând ad-hoc o presupunere auxiliară, sau reinterpretând ad-hoc teoria astfel încât să evadeze infirmarea. O asemenea procedură este oricând posibilă, dar salvează teoria de la infirmare doar cu prețul de a-i distruge, sau afecta serios, statutul său științific

Imre Lakatos a respins perspectiva falficaționismului naiv, conform căreia teoriile trebuie respinse în totalitatea lor, dacă sunt falsificate, adică infirmate prin rezultate experimentale sau empirice. Mai degrabă se păstrează la falsificări de obicei convingeri de bază la nivel conștient sau inconștient (care formează nucleul așa numitului program de cercetare), și numai afirmațiile din afara acestui nucleu sunt modificate. Convingerile elementare care consituie miezul unui program de cercetare, pot fi, în opinia lui Lakatos, numai atunci respinse, când avem la îndemână un program de cercetare alternativ, superior.

### Teorii relativiste

#### Convenționalismul
Reprezentanți: Henri Poincaré, Ernst Mach

Ernst Mach a fost de părere că teoriile sunt doar un soi de mnemotehnică, care fac obervațiile mai ușor accesibile. Această teză este numită și principiul parcimoniei.
Vezi: Convenționalism, Gestaltism.

#### Instrumentalismul
Reprezentanți: Pierre Duhem
Instrumentalismul pornește de la premisa că percepțiile, ideile științifice și teoriile noastre nu reflectă cu acuratețe realitatea, ci sunt instrumente utile pentru a explica, prognoza și controla experiențele noastre. Pentru un instrumentalist, electronii și câmpurile magnetice nu există cu certitudine, deși ca idei ne sunt utile; iar metoda empirică este servește doar pentru a arăta că teoriile corespund obervațiilor. Instrumentalismul se bazează în mare parte pe filozofia lui John Dewey, și, în sens mai larg, pe pragmatism, care a fost introdus de filozofi precum William James și Charles Sanders Peirce.

#### Pragmatismul
Vezi: Pragmatism (John Dewey, Charles Sanders Peirce

#### Relativismul
Reprezentantul principal al relativismului științific este considerat a fi Paul Feyerabend. Deseori este inclus în aceeași categorie și Thomas S. Kuhn, deși el însuși a respins întotdeauna această afiliere.
Un loc central în viziunea lui Kuhn îl ocupă incomensurabilitatea. Paradigmele științifice sunt incomensurabile, deci incomparabile. Prin urmare,nu putem vorbi despre adevăr decât referindu-ne la o anume paradigmă. Paul Feyerabend cu expresia sa Anything Goes! a lansat un apel anarhic împortiva constrângerii metodice (lucrarea sa Against Method). Atât Kuhn cât și Feyerabend au fost de părere că observațiile sunt "încărcate cu teorii" (theoriebeladen)
Deși principiul falsifibialității propus de Popper este util pentru a deosebi discipline științifice autentice de pseudo-științe (cum sunt astrologia, homeopatia, etc.), în mod practic falsificarea ipotezelor științifice nu e prezentă în arsenalul de zi cu zi al științelor. Mai degrabă, cunoașterea științifică avansează datorită acumulărilor cantitative de fapte experimentale și formulări teoretice, care sunt în general consistente cu teoriile general acceptate la un moment dat. Pe măsură ce tot mai multe noi fapte experimentale sunt descoperite, și pe măsură ce tehnologia permite măsurători din ce în ce mai precise, unele din aceste date experimentale vin în contradicție (falsifică) teoriile general acceptate. De cele mai multe ori aceste descoperiri/falsificări nu sunt intenționate și au loc în cursul proceselor științifice obișnuite. Un exemplu în acest sens îl constituie descoperirea faptului că viteza luminii este constantă (și nu depinde de direcția de propagare) într-un experiment desfășurat de către Michelson și Morley în 1887. Obiectivul acestui experiment era de fapt măsurarea vitezei luminii față de Eter, însă rezultatele experimentului, fiind în contradicție cu teoriile fizicii din acea vreme, au dus la abandonarea concepției Eterului și la formularea teoriei relativității speciale de către Albert Einstein în 1905. Această viziune a evoluției științei în etape constituite din acumulări cantitative urmate de revoluții în care "paradigma" științei se schimbă în mod fundamental, a fost formulată de către Thomas Kuhn în "Structura revoluțiilor științifice" (1962).

#### Socioconstructivism
Reprezentanți: Bruno Latour, Karin Knorr-Cetina 

Bruno Latour, Karin Knorr-Cetina 

Constructivișii afirmă că și realități aparent obiective din științele naturii, sunt de fapt rezultatul unor procese ale construcției sociale, și dependente de situația socială a laboratorului, a institutului de cercetare, etc.

#### Empirismul
Un concept central al filozofiei științei este empirismul, sau condiționarea prin dovezi. Empirismul este un curent filozofic a cărui esență este perspectiva conform căreia cunoașterea decurge din experiența pe care o acumulăm în decursul vieții. În acest sens, afirmațiile științifice sunt condiționate și derivă din experiențele și observațiile noastre. Ipotezele științifice se dezvoltă și testează prin metode empirice, care sunt formate din observații și experimente. Odată ce a fost testată de nenumărate ori, informația care rezultă din observațiile și experimentele noastre este considerată a fi dovada pe baza căreia comunitatea științifică dezvoltă teorii care pretind a explica aspecte ale lumii.
Observațiile presupun percepție, prin urmare sunt activități cognitive. Cu alte cuvinte, observațiile fac parte de la început din felul în care noi înțelegem cum funcționează lumea; pe măsură ce această înțelegere suferă modificări, observațiile însele se pot modifica aparent. Mai exact, interpretarea pe care noi o dăm observațiilor se poate schimba. Un experiment bine gândit va duce la rezultate identice dacă se desfășoară într-o manieră identică. De fiecare dată când contextul social al observatorului constituie un factor într-o observație, se pierde obiectivitatea, și observația nu mai este utilă în sens științific.
Cercetătorii încearcă să folosească inducția, deducția, metode cvasi-empirice, și invocă metafore conceptuale-cheie pentru a transforma observațiile într-o structură coerentă, auto-consistentă.

##### Empirismul constructiv
Reprezentant: Bas van Fraassen

Empiriștii constructivi sunt agnostici față de conceptele unei teorii (atom, genă, etc.). Empirismul constructiv nu este interesat decât de observații care se pot face (cu ajutorul instrumentelor) cu ochiul liber. Empirismul își asumă rolul de a explica scopul științei. Aceasta este, după părerea empiriștilor, adecvanța empirică.

### Analiză și reducționism
Analiza este activitatea care constă în transformarea unei observații sau teorii în concepte mai simple pentru a fi mai ușor comprehensibile. Analiza este esențială pentru știință. Ar fi imposibil, de exemplu, să descriem matematic mișcarea unui proiectil fără a distinge între forța gravității, unghiul și viteza inițială. Doar în urma acestei analize este posibil să formulăm o teorie adecvată a mișcării.
Reducționismul poate avea mai multe înțelesuri în știință. Un tip de reducționism este convingerea conform căreia toate domeniile de cercetare sunt, în ultimă instanță, explicabile științific (deci nu există nimic metafizic). Poate că un eveniment istoric poate fi explicat în termeni sociologici sau istorici, care la rândul lor pot fi descriși în termeni de psihologie umană, care iarăși se pot explica în termeni fizici și chimici. Evenimentul istoric va fi redus la un eveniment fizic. Se poate considera că evenimentul istoric nu a fost decât, un eveniment fizic, respingând existența unor fenomene emergente.
Daniel Dennett a inventat termenul de reducționism lacom pentru a descrie presupunerea conform căreia un asemenea reducționism a fost posibil. El pretinde că este doar vorba despre "știință proastă", atunci când urmărim să găsim explicații care sunt atractive sau elocvente, mai degrabă decât cele care sunt utile în prognoza fenomenelor naturii. De asemenea afirmă că:
Nu există așa ceva precum știința lipsită de filozofie; există doar știință a cărei bagaj filozofic este luat la bord fără examinare prealabilă. —Daniel Dennett, Darwin's Dangerous Idea, 1995.
Argumentele care au fost aduse împotriva teoriei reducționismului lacom, prin referință la fenomene emergente, se bazează pe faptul că sistemele auto-referențiale se presupun că conțin mai multă informație decât ceea ce poate fi descris prin intermediul analizei individuale a părților lor componente. Câteva exemple dim matematică:
- sisteme care conțin cazuri de auto-referință care afectează (sau chiar dăunează) obiectul inițial, fiind posibilă crearea unui paradox
- organizare fractală
- atractori
- spațiu fazat

Analiza unor asemenea sisteme are în mod obligatoriu un efect distructiv asupra informației întrucât observatorul trebuie să selecteze o mostră din sistem care poate fi în cel mai bun caz parțial reprezentativă. Teoria informației poate fi folosită pentru a calcula magnitudinea pierderii de informație și constituie una dintre tehnicile aplicate de către teoria haosului.

### Programe metodice

#### Operaționalismul
Vezi Operaționalism: (Percy William Bridgman).

### Teorie și evidență

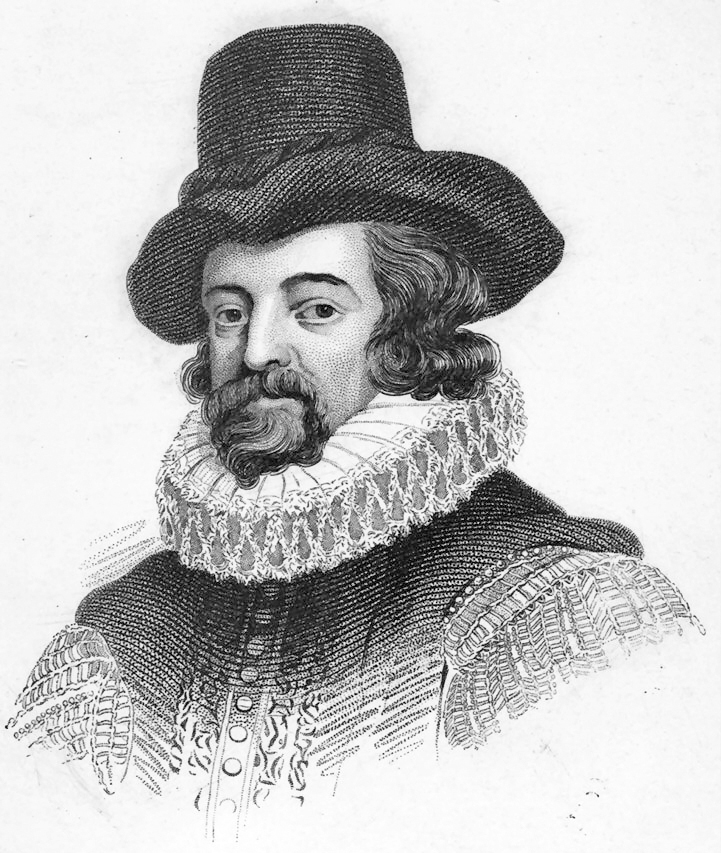
Francis Bacon

- Teza Duhem-Quine afirmă că o atunci când o teorie este confirmată sau falsificată, întreaga teorie are de suferit de pe urma acestui proces, nu doar părți din ea
- Thomas Kuhn a fost de părere că teoriile care concurează pentru supremația paradigmatică, nu pot fi selectate în urma evidenței. (vezi Subdeterminare)
- Francis Bacon a consacrat conceptul de Experimentum Crucis, care decide în mod categoric asupra veridicității unei ipoteze. Această idee a fost pusă sub semnul îndoielii de știința actuală.

## Justificarea afirmațiilor științifice
Cele mai puternice afirmații sunt cele cu aplicabilitatea cea mai largă. A treia lege a lui Newton- "pentru fiecare acțiune există o reacțiune opusă și egală" — este o afirmație puternică deoarece se aplică la fiecare acțiune, oriunde, oricând.
Dar acum savanții pot să testeze fiecare incidență a unei acțiuni, și să găsească o reacție. Atunci cum pot ei să afirme că că a treia lege alui Newton este într-un oarecare sens adevărată? Desigur că au testat multe acțiuni, și la fiecare în parte au putut găsi reacția opusă care îi corepsunde acțiunii. Dar cum putem fi siguri că data viitoare când testăm a treia lege a lui Newton, se va dovedi a fi validă?

### Inducție
O soluție la această problemă este să ne bazăm pe inducție. Raționamentul inductiv pornește de la premisa că dacă o situație este valabilă în toate cazurile observate, atunci aceasta este valabilă în toate cazurile. Astfel, după încheierea unei serii de experimente care vin în sprijinul celei de-a treia legi a lui Newton, putem să considerăm că legea este valabilă în toate cazurile.
Explicarea motivului pentru care inducția funcționează a fost oarecum problematică. Nu se poate folosi deducția, procesul bine cunoscut de a trece de la premisă la concluzie, deoarece pur și simplu nu există nici un silogism care să permită așa ceva. Oricât de multe ori biologii din secolul al XVII-lea au observat lebede albe, și în oricât de multe locații, nu există nici o cale deductivă care să îi conducă la concluzia că toate lebedele sunt albe. Aceasta este la fel de probabil, întrucât, după cum s-a adeverit mai târziu, acea concluzie ar fi fost greșită. În mod similar, este cel puțin posibil ca o observație să fie făcută mâine care arată că un caz în care o acțiune nu este acompaniată de o reacțiune; același lucru este valabil pentru orice lege științifică.
Unul dintre răspunsuri a constat în concepția unei alte forme de argument rațional, care nu se bazează pe deducție. Deducția permite să formulăm un adevăr specific dintr-un adevăr general: toate ciorile sunt negre; aceasta este o cioară; prin urmare este neagră. Inducția permite oarecum formularea unui adevăr general dintr-o serie de observații specifice: aceasta este o cioară și este neagră; aceasta este o cioară și este neagră; prin urmare, toate ciorile sunt negre.
Problema inducției este totodată importantă și controversată în filozofia științei: este inducția într-adevăr justificată, și dacă da, cum?

### Coerentism
Atât inducția cât și falsificabilitatea încearcă să justifice postulatele științifice făcând referință la alte postulate științifice. Ambele trebuie să evite argumentul regresiei la infinit, unde orice justificare trebuie să fie la rândul ei justificată, rezultând într-o regresie la infinit. Aceste argument a fost folosit pentru a justifica o soluție la regresia la infinit, fundaționalismul. Fundaționalismul afirmă că există unele postulate de bază care nu necesită justificare. Atât inducția cât și falsificarea sunt forme ale fundaționalismului în sensul că se bazează pe afirmații de bază care derivă direct din observații.
Modul în care postulatele de bază derivă din observație complică problema. Observația este un act cognitiv; adică se bazează pe înțelegerea noastră, pe setul nostru de convingeri. O observație a tranzitului lui Venus necesită o gamă foarte largă de convingeri auxiliare, precum cele care descriu optica telescoapelor, mecanica suportului de telescop, și o înțelegere a astromecanicii. La prima vedere, observația nu pare a fi "de bază".
Coerentismul oferă o alternativă afirmând că postulatele pot fi justificate prin faptul că fac parte dintr-un sistem coerent. În cazul științei, sistemul este considerat a fi setul complet de convingeri ale individului sau ale comunității științifice. W. V. Quine a pledat pentru o abordare coerentă a științei. Observația tranzitului lui Venus este justificată prin faptul că este coerentă cu convingerile noastre despre optică, suporți de telescop și mecanică astrală. Atunci când această observație contrazice una dintre aceste convingeri auxiliare, se impune ajustarea sistemului pentru a îndepărta conflictul.

### Briciul lui Occam
Briciul lui Occam, sau principiul parcimoniei, este folosit pentru a justifica anumite afirmații științifice. Lui William de Occam i se atribuie principiul conform căruia cea mai simplă explicație pentru un fenomen este de preferat. Acest principiu își găsește formularea deseori în felul următor: "entitățile nu trebuie să fie multiplicate dincolo de necesar".
A se considera situația omniprezentă a două teorii A și B, unde A este versiunea cea mai simplă a teoriei, care se potrivește cu datele, iar B este o versiune a lui A argumentată cu elemente adiționale care nici nu îmbunătățesc, nici nu dăunează problema. Principiul briciului lui Occam ne sfătuiește să îndepărtăm elementele suplimentare din B, rămânând cu versiunea mai simplă A.
Deoarece pentru orice teorie există un număr infinit de variații care sunt în mod egal consistente cu datele actuale, briciul lui Occam este folosită în mod implicit în orice cercetare științifică. De exemplu, a se vedea teoria faimoasă a lui Isaac Newton privind "acțiunea și reacțiunea". O teorie alternativă ar fi: "pentru fiecare acțiune există o reacțiune egală și opusă, cu excepția lui 12 ianuarie 2055, când reacțiunea va avea intensitate înjumătățită". Această adăugire aparent absurdă violează principiul briciului lui Occam deoarece este o adăugire care nu este necesară. Într-adevăr, fără o lege precum briciul lui Occam, nu ar exista nici o justificare filozofică sau practică pentru savanți ca să enunțe orice teorie în fața competitorilor ei care sunt ca număr infiniți. Prin urmare, știința nu ar mai putea să facă deloc prognoze.
Dificultatea în cazul briciului lui Occam constă în faptul că aceasta nu specifică, și nici nu este întotdeauna clar, care teorie este mai simplă. Mai mult, briciul lui Occam nu reprezintă decât o preferință estetică pentru simplicitate. Prin urmare nu poate fi considerată riguroasă. Există abordări matematice legate de aceasta, cum ar fi cele care rezultă din analiza bayesiană și teoria informației care urmăresc să cuantifice simplicitatea. O asemenea abordare este inferența numită lungimea minimă a mesajului.
Briciul lui Occam nu afirmă că cea mai simplă explicație este de preferat indiferent de capacitatea sa de a explica neregularități și excepții. Principiul falsificabilității afirmă că orice excepție care poate fi reprodusă în mod veridic trebuie să invalideze cea mai simplă teorie, și că argumentul următor, în ordinea simplicității, care poate să încorporeze excepția ca parte a teoriei trebuie să fie preferat în locul primei. După cum a afirmat Albert Einstein: "Scopul ultim al oricărei teorii este de a asigura ca elementele de bază ireductibile să fie cât mai simple posibil și reduse ca număr, fără să trebuiască să renunțe la reprezentarea adecvată chiar și a unui singur experiment".

## Răspunderea socială

### Infailibilitatea științei
O problemă critică în știință este în ce măsură corpul actual de cunoștințe științifice poate fi considerat drept indicator a ceea ce este de fapt "adevărat" despre lumea fizică în care trăim. Acceptarea cunoașterii ca și cum ar fi absolut "adevărată" și dincolo de orice dubiu (în sensul teologiei sau ideologiei) se numește scientism.
Totuși, este un lucru obișnuit ca membrii societății să aibă o opinie exact opusă despre știință - mulți dintre cei care nu se ocupă cu știința consideră că savanții ridică pretenție de infailibilitate pentru afirmațiile lor. Știința servește în procesul de luare de decizii bazată pe consens prin care oameni cu opinii morale variate ajung la un numitor comun privind ceea ce este "real". În societățile seculare, bazate pe cunoaștere, informație și tehnologie, unde nu există altă concepție larg acceptată a realității bazată pe fundamente morale sau religioase comune, știința a devenit principalul arbitru al disputelor. Aceasta a dus la abuzul dialogului științific în scopuri politice sau comerciale.
Grija privind disparitățile considerabile dintre modul în care ei lucrează și felul în care sunt priviți a dus la campanii publice pentru a educa publicul larg despre scepticismul științific și metoda științifică.

### Filozofi ai științei
- Sir Francis Bacon
- Roger Bacon
- Roy Bhaskar
- Rudolf Carnap
- Auguste Comte
- René Descartes
- Empedocle
- Paul Feyerabend
- Galileo Galilei
- Robert Grosseteste
- Immanuel Kant
- Thomas Kuhn
- Imre Lakatos
- Ernst Mach
- Isaac Newton
- Charles Peirce
- Michael Polanyi
- Sir Karl Popper
- Bertrand Russell

### Domenii ale filozofiei științei
- Cauzalitate
- Operație de egalizare
- Problema demarcației
- Dualism
- Credință și raționalitate
- Liber arbitru și determinism
- Filozofia chimiei
- Filozofia biologiei
- Filozofia matematicii
- Filozofia fizicii
- Filozofia spațiului și timpului
- Problema demarcației
- Simplitate
- Uniformitarism (știință)
- Neobservabile

### Material pentru prelegeri
- en  Diferite perspective asupra filozofiei științei Arhivat în 12 noiembrie 2005, la Wayback Machine.
- en  Lyle Zynda Lecture on the Philosophy of Science Arhivat în 7 mai 2013, la Wayback Machine.
- en  Folii Powerpoint de la Universitatea St.Andrews
- en  Revolutions in Science; materiale pentru prelegerea Anjan Chakravartty
- de  Introducere în teoria științei de Bernhard Lauth (LMU München) Arhivat în 15 iunie 2006, la Wayback Machine.
- de  Introducere în teoria științei după Enach Erhard Oeser (Universitatea Viena)
- de  Sistem, clasificare și evoluție după Erhard Oeser (Universitatea Viena)
- en  Folii PowerPoint asupra problematicii observabil/ne-observabil, subdeterminare și a Tezei Duhem-Quine